# Dorohedoro
Dorohedoro (jap. ドロヘドロ) ist ein Fantasy-Manga der japanischen Zeichnerin Q Hayashida, der von 2000 bis 2018 veröffentlicht wurde. Die Serie wurde auch zusammengefasst in 23 Bände veröffentlicht. 2020 erschien eine Adaption als Anime-Serie auf Netflix.

## Handlung
Die Geschichte von Dorohedoro handelt von einem Echsen-Menschen namens Kaiman, dessen Kopf durch einen Hexer in den eines Reptils verwandelt wurde. Er hat keinerlei Erinnerungen an seine Vergangenheit sowie an seine früheren Identität und ist umgeben von Rätseln. Nikaidō, eine Martial-Arts befähigte Kämpferin mit einer ebenfalls ungeklärten Vergangenheit, beschließt, Kaiman bei der Auflösung seiner wahren Identität zu helfen.
Das Duo lebt in einer Welt, die als „The Hole“ bezeichnet wird. Eine heruntergekommene, düstere Welt die einem Ghetto ähnelt, welches ständig von den Hexern heimgesucht wird, die die Bewohner des Hole's als Versuchskaninchen für ihre Hexerei missbrauchen. Die Hexer und die Bewohner des Hole's unterscheiden sich demnach von der Befähigung, Magie anwenden zu können, oder nicht. Bei der Anwendung von Hexerei, wird meist schwarzer Rauch aus den Fingerkuppen der Hexer verschossen, ebenso die Befähigung, schwebende Türen zu beschwören, die als Teleporter in ihrer eigenen Welt dienen. Über den gewöhnlichen Menschen und den Hexern steht die Welt der Teufel.
So suchen Kaiman und Nikaidō nach genau dem Hexer, der Kaiman in einen Echsen-Menschen verwandelt hat. Der einzige Anhaltspunkt, den das Duo hat, sind die Kreuz-förmigen Male um Kaimans beide Augen und der Geist eines Mannes, der im Schlund des Echsenkopfes haust. Kaiman und Nikaidō jagen somit die Hexer auf eigenem Territorium im Hole. Sobald Kaiman seine Opfer ergreift, stopft er sich die Köpfe der Hexer in seinem Schlund, wo Angesicht zu Angesicht, der Geist ihnen stets sagt „Du bist nicht der jenige“. Obwohl Kaimans Opfer unschuldig in seinem Fall sind, tötet er sie.
Im Verlauf der Suche von Kaiman und Nikaidō, tötet das Duo, Hexer der „En-Familie“. En, ein mächtiger Hexer, will den Morden an seinen Mitgliedern auf den Grund gehen und schickt seine zwei Cleaner Shin und Noi, und die beiden niederen Hexer Fujita und Ebisu ins Hole, um den Echsenmann und seine Partnerin zu töten. En beginnt damit, das Duo zu jagen, und schafft es die Identität des Geistes namens Risu in Kaimans Maul zu lüften, indem er den enthaupteten Kopf von Risu wiederbeleben lässt, der sich aber ebenfalls an nichts erinnert, jedoch auch die ominösen Kreuze an seinen eigenen Augen trägt.
Im Verlauf der Geschichte, versuchen beide Parteien die Identität des Kaiman unter anhaltender Feindschaft herauszufinden. Spätestens als die „Cross-Eyes“-Gang in der Hexerwelt und im Hole auftaucht, welche dieselben Male an den Augen tragen wie Kaiman und Risu, findet das Duo endlich nähere Hinweise. Die Cross-Eyes, die aus Amateur-Hexern bestehen, versuchen den schwarzen Rauch mächtiger Hexer zu schwarzen Pulver zu synthetisieren. Dann verschwand ihr Anführer. Dabei stellt sich heraus, dass eine Verbindung zwischen Kaiman und dem Boss der Cross-Eyes besteht, als sich Kaiman während des Kampfes zwischen ihm und En plötzlich in einen Menschen zurück verwandelt, der sich selbst Aikawa nennt, und dem ehemaligen Cross-Eyes-Anführer ähnlich sieht.
Aikawa selbst, ist mit einem Fluch kontaminiert, welcher multiple Persönlichkeiten hervorbringt. Angefangen hat er als Individuum namens Ai. Ein Teenager, der sich nicht damit abfinden konnte, als gewöhnlicher Mensch geboren worden zu sein. Ai stürzte sich selbst in einer Grube im Hole, die mit Leichen, Chemikalien und Magie angefüllt ist. Ai überlebte und genas. Sein Sprung in die Grube machte ihn künstlich zu einem Hexer. Jedoch wurde er später tot aufgefunden. Doch durchlebte Ai die Wiederauferstehung, da der Fall in der vergifteten Grube ihn zum Hole selbst machte, die die Persönlichkeiten Kai, Aikawa und Kaiman hervorbringen würde.
Alle Identitäten teilen sich einen Körper. Während Kai zu einem charismatischen aber brutalen Anführer der Cross-Eyes wird, der talentierte Hexer ermordet und ihre Magie stiehlt, ist Aikawa ein fauler, gefrässiger aber gerechter und guter Hexenlehrling, welcher sich mit Risu anfreundet. Jedoch erweckt Kai in Aikawa, als er merkt, dass Risu zur besonderen Magie der Flüche fähig ist. Der tödliche Kampf zwischen Kai und Risu bringt Kaiman hervor, welcher später an Amnesie leidend, von Nikaidō gefunden wird.
In der Gegenwart im Kampf mit En, löst sich Kaimans Fluch letztendlich auf, worauf die Persönlichkeiten Aikawa und Kai über Kaiman obsiegen. Jedoch expandiert Kai’s Ego, das sich mehr und mehr Hexermacht einverleiben will, und hat es dann folglich auch auf En abgesehen und tötet ihn. Ein brutaler Kampf zwischen den Cross-Eyes und der En-Familie entfesselt sich, worauf Shin, Noi, Fujita und Ebisu alles daran setzen, En wieder lebendig zu machen.
Kai wird in diesem Machtkampf zu mächtig und verleibt sich mehr und mehr Hexermagie ein, sodass er sich alsbald in ein unmenschliches Wesen in verschiedenen Entwicklungsstadien verwandelt. Nikaidō schafft es indessen ihre eigenen Hexer- und Teufelskräfte zu reaktivieren und nutzt ihre Fähigkeit, die Zeit zu kontrollieren. Durch ein Zeitparadoxon ist es ihr möglich, Kaiman in die Gegenwart zurückzuholen, welcher sich nun am Kampf gegen sein Ego beteiligen kann. Gemeinsam können sie das „Stola-Messer“ in ihren Händen bringen, das Kai stoppen könnte.
Kai wird indessen übermächtig und verwandelt zu „Holey“, ein Monstrum, dass den Hass des Holes auf die Hexer seit Urzeiten in sich vereint, und droht, alles zu vernichten. Dies führt dazu, dass sich alle verfeindeten Fraktionen verbünden. Als Nikaidō von Holey einverleibt wird, muss sich Kaiman der Kreatur stellen, die Nikaidō als Geisel im Kampf gegen ihn einsetzt. Kaiman schafft es Holey zu vernichten. Die Welt der Teufel belohnt Kaimans Sieg über Holey damit, einen Teil des angerichteten Schadens wieder rückgängig zu machen. Kaimans Identität, die über die anderen triumphiert hat und übrig blieb, darf nun mit Nikaidō in Frieden leben.

## Veröffentlichungen

### Manga
Dorohedoro erschien von Dezember 2000 bis 2014 beim Verlag Shogakukan im Magazin Ikki und wurde ab 2014 im Gekkan Shōnen Sunday weitergeführt. Im März 2018 wurde die Serie abgeschlossen. Die Kapitel erschienen auch gesammelt in 23 Bänden. Der letzte Band verkaufte sich in der ersten Woche nach Veröffentlichung über 30.000 Mal in Japan. Der erste Band der Serie, der es in die japanischen Verkaufscharts schaffte, war 2012 Band 17 mit über 21.000 Verkäufen in der ersten Woche.
Auf Deutsch erschien die Serie ab August 2021 bei Manga Cult. Die von Sascha Mandler übersetzte Fassung wurde im Mai 2023 abgeschlossen. Eine englische Übersetzung kam bei Viz Media heraus, eine französische bei Soleil, eine italienische bei Panini Comics und eine chinesische bei Ever Glory Publishing.

### Anime
Dorohedoro soll ab dem 12. Januar 2020 in Japan ausgestrahlt werden. Bei der Produktion von Studio MAPPA führte Yuichiro Hayashi Regie. Hauptautor war Hiroshi Seko und das Charakterdesign entwarf Tomohiro Kishi. Die künstlerische Leitung lag bei Shinji Kimura. Für die 3D-Animationen war Yuki Nomoto verantwortlich, für den Schnitt Masato Yoshitake. Die Produktion einer zweiten Staffel wurde bereits angekündigt.

#### Synchronisation
| Rolle   | japanischer Sprecher (Seiyū) |
| ------- | ---------------------------- |
| Kaiman  | Wataru Takagi                |
| Nikaidō | Reina Kondo                  |
| Fujita  | Kengo Takanashi              |
| Shin    | Yoshimasa Hosoya             |
| Noi     | Yū Kobayashi                 |

#### Musik
Die Musik der Serie komponierte [K]Now Name. Von ihm stammt auch das Vorspannlied Welcome to Chaos.